# Gygis alba microrhyncha
La sterna minore (Gygis alba microrhyncha Saunders, 1876) è un uccello della famiglia dei Laridae.

## Distribuzione e habitat
Questa sterna vive sulle isole Marchesi (Polinesia Francese) e sulle isole della Fenice (Kiribati).